# Varenne-l’Arconce
Varenne-l’Arconce ist eine französische Gemeinde mit 111 Einwohnern (Stand 1. Januar 2022) im Département Saône-et-Loire in der Region Bourgogne-Franche-Comté. Die Bewohner werden Varennois und Varennoises genannt.

## Lage
Varenne-l’Arconce liegt etwa zwei Kilometer vom Fluss Arconce entfernt in einer Höhe von etwa 330 m ü. d. M. in der alten Kulturlandschaft des Brionnais. Der Ort befindet sich etwa 15 Kilometer (Fahrtstrecke) südlich von Paray-le-Monial bzw. etwa 45 Kilometer nördlich von Roanne. Die sehenswerten Orte Iguerande, Marcigny, Saint-Julien-de-Jonzy und Charlieu liegen im Umkreis von etwa 10–25 Kilometern.

## Geschichte
Der Ort wird erstmals in einer Urkunde aus dem Jahr 976 erwähnt. Pfarrei und Ort gehörten seit 1094 bis um 1130 als Unterpriorat zum cluniazensischen Priorat von Marcigny. Ab etwa 1130 bis zu seiner teilweisen Zerstörung stand das Kloster in direkter Abhängigkeit von der Abtei Cluny.

### Bevölkerungsentwicklung
| Jahr      | 1962 | 1968 | 1975 | 1982 | 1990 | 1999 | 2006 | 2019 |
| Einwohner | 116  | 151  | 135  | 137  | 134  | 143  | 131  | 113  |

Im 19. Jahrhundert hatte der Ort zeitweise über 500 Einwohner. Die Reblauskrise und die Mechanisierung der Landwirtschaft sorgten seitdem für einen deutlichen Bevölkerungsrückgang.

## Wirtschaft
Die hügelige Umgebung von Varenne-l’Arconce war stets landwirtschaftlich geprägt, wobei bis ins 19. Jahrhundert hinein auch Weinbau betrieben wurde. Inzwischen spielt die Zucht von Charolais-Rindern eine große Rolle. Der Ort selbst blieb bis ins frühe 20. Jahrhundert hinein das Handwerks-, Handels- und Dienstleistungszentrum für die Weiler und Einzelgehöfte der Umgebung.

## Sehenswürdigkeiten

### Kirche Saint-Pierre-aux-Liens
Die romanische Prioratskirche Saint-Pierre-aux-Liens stammt aus dem 12. Jahrhundert. Die angrenzenden Klausurgebäude wurden im Hundertjährigen Krieg (1337–1453) oder in der Zeit der Religionskriege (1562–1598) zerstört. Der als Pfarrkirche weiter genutzte Bau wurde bereits im Jahr 1889 als Monument historique klassifiziert.

### Sonstige
Ein großer runder Taubenschlag (colombier oder pigeonnier) mit kegelförmigen Dach steht in unmittelbarer Nachbarschaft eines Gutshofs.